# Mittelmeer-Forum

Karte der Mittelmeeranrainerstaaten

Das Mittelmeer-Forum für Dialog und Kooperation ist eine Reihe von informellen zwischenstaatlichen Konferenzen einer Gruppe von Mittelmeeranrainerstaaten, die seit 1994 jährlich stattfinden. Teilnehmer des Forums waren ursprünglich die EU-Mitglieder Portugal, Spanien, Frankreich, Italien und Griechenland sowie die Nicht-EU-Mitglieder Marokko, Algerien, Tunesien, Ägypten und die Türkei. Später trat noch Malta (seit 2004 inzwischen ebenfalls EU-Mitglied) hinzu.
Das Mittelmeer-Forum ist ein ursprünglich von der ägyptischen Regierung initiiertes informelles Dialogforum, das zum einen das Format des 5+5-Dialogs auf das gesamte Mittelmeer erweitern soll und zum anderen seit 1995 als Ideen- und Impulsgeber für die euro-mediterrane Partnerschaft (Barcelona-Prozess) bzw. ab 2008 für die Union für das Mittelmeer dient. Dadurch, dass die im Barcelona-Prozess vertretenen Staaten Israel, Libanon und Syrien am Mittelmeer-Forum nicht beteiligt sind, wurde ein allzu großer Einfluss des Nahost-Konflikts die Debatten des Forums verhindert. Dies erleichtert das Aushandeln gemeinsamer Initiativen: Beispielsweise entstand 2005 der im Rahmen der euro-mediterranen Partnerschaft vereinbarte Antiterrorkodex ursprünglich aus einer Arbeitsgruppe des Mittelmeer-Forums.
Die Konferenzen des Mittelmeer-Forums finden im Allgemeinen jährlich statt und werden jeweils von einem anderen Teilnehmerstaat organisiert. Die erste Konferenz war im Juli 1994 in Alexandria (Ägypten). Im Jahr 2004 fand keine Konferenz statt, im Jahr 2006 dafür zwei. Das bisher letzte Treffen des Mittelmeer-Forums wurde im Juni 2008 in Algerien abgehalten.